# 鄭莊公
鄭莊公（前757年—前701年），姬姓，名寤生，中國春秋時代鄭國第三任君主，《史記十二諸侯年表》記載，生年在鄭武公十四年（前757年）。
鄭莊公繼承其父鄭武公出任周平王的卿士，後來周平王寵信虢公，鄭莊公與周朝關係開始轉壞。鄭莊公在位期間，鄭國國勢強盛，但曾發生多次戰事，包括由莊公之弟共叔段發動的叛亂、併吞戴國、击败周桓王率領陳、蔡、虢等联军的繻葛之战。特别是后者，昭示郑国“小霸”的情勢，表露著周室東遷後，王权衰弱了。
鄭莊公對幾名兒子均相當寵愛，加上宋國和齊國在干預，鄭國在莊公死後發生長達二十年的內亂。鄭莊公四個兒子先後出任國君，分別為世子忽 （鄭昭公）、公子突 （鄭厲公）、公子亹及公子婴（子儀），最後以子儀被殺、鄭厲公復國結束，並由鄭厲公的子孫繼承鄭國君位。

## 即位早期
寤生是鄭武公和夫人武姜的長子，叔段是寤生的同母弟。由於他出生時腳先出來造成難產，也就所謂的「寤生」，故取名寤生（寤通“牾”）。武姜因此不喜歡寤生，曾要求鄭武公廢寤生而立段為世子，未獲鄭武公接納。
鄭武公於前744年去世，寤生繼位，是為鄭莊公。

### 共叔段之亂
鄭莊公即位，武姜为共叔段求大城制（今日滎陽市汜水鎮虎牢關），莊公用不吉為由婉拒，武姜還是繼續求取了京地（今河南滎陽）作為叔段的封邑，稱叔段為「京城」大叔，叔段勢力龐大，鄭國局势危急，《国语·楚语上》记载，叔段以「京城」为患莊公，勾結邊疆守將，郑国几乎因此不能立国。
大夫祭足勸阻莊公，要莊公處置一下叔段，莊公不聽。後來公子呂等大夫也勸阻莊公。莊公向他們表示，即使叔段有發動叛亂的實力，但多行不義的結果，也一定是自取滅亡，但其實莊公心中，已經設計好對付叔段的戰略。
前722年，叔段勾結武姜發動叛亂，突襲鄭國，但莊公早有準備，立刻要公子呂率領了兩百輛戰車，攻打叔段的根據地「京城」，叔段救援不及，被莊公打敗，逃亡共國，是為鄭伯克段於鄢。鄭莊公把母親流放到潁，並軟禁起來，還立誓：不到黃泉（陰間）永不再相見。一年後莊公感到後悔，潁地受封人潁考叔使用「雙關同義」的策略，向莊公進諫。莊公於是掘地至黃色泉水（地下水），和母親相見。
郑庄公对兄弟相残也有悔恨之意，多年之后还公开提到自己有弟弟叔段，却不能平安相处，使得弟弟流亡外国糊口四方。莊公逝世后十数年，郑厉公復位報復政敵，叔段之孙公父定叔出奔卫国，郑厉公说，不可使得叔段在郑国无后，使公父定叔回归郑国。

## 對外關係
鄭莊公即位後，先後戰勝衛國與宋國，並與魯國、齊國結盟，使鄭國國力大幅提升，進而加劇了與東周朝廷之間的摩擦。

### 衛國
前721年，因為共叔段之子公孫滑投奔衛國，鄭、衛爆發戰爭，衛國占領廩延，而鄭國則與周，虢，邾三國進攻衛國南部。同年鄭國與邾國在翼結盟。
前719年，衛國爆發内亂，衛州吁殺衛桓公自立，並與宋、陳、蔡進攻鄭國，同年得到魯國出兵幫助，打敗了鄭軍，並收割了鄭國的穀。
前718年，鄭國與邢國攻擊翼國，同年伐衛，以報去年一戰之仇，鄭軍前後夾攻，成功擊敗衛國的南燕援兵。

### 宋國
前718年，宋進攻邾國，邾國向鄭國求救，鄭國為報去年比宋，衛聯軍攻打的仇，帶著周天子的軍隊攻入了宋國的外城，但宋軍同年亦包圍了鄭國的長葛，雙方戰事形成了膠著狀態。
前717年，鄭國入侵陳國，並獲得勝利，莊公向陳國求和，但陳國不同意停戰。同年，長葛陷落，落入宋軍手中。
前715年，由於齊國出面調停，宋、陳與鄭停戰，同年鄭、陳聯姻。宋、鄭迎來了短暫的和平，但是，三年后，莊公又以宋公不尊周王為藉口而入侵宋。
前713年，魯、齊與鄭結盟，而衛、宋、蔡則聯合入侵鄭國，但中途蔡國因不和退出戰爭。鄭國同年分別奪取了郜，防和戴地。次年，莊公率領虢國的軍隊打敗了宋國

### 與東周朝廷的關係
鄭莊公的祖父鄭桓公曾經是周朝朝廷的司徒，父親鄭武公也在周平王時出任卿士。鄭莊公繼承父親的鄭國君位時，也承襲了父親在周朝的卿士職位。後來，周平王寵信虢公，有意擢升虢公、分享鄭莊公的權力。鄭莊公怨恨周王，周王隨即澄清，並以王子狐入鄭為人質，鄭國遂派世子忽入周為人質，史稱「周鄭交質」。
前720年，周平王去世，周朝廷準備委任虢公執政，取代鄭莊公。鄭國在這年先後收割了溫地的麥和成周的禾，周鄭關係進一步惡化。到了前717年，鄭莊公入朝，周桓王因為鄭國擅自領軍取用王畿的麥，不以禮接待鄭莊公。鄭莊公不滿周王的做法，兩年後 （前716年） 未有稟告周王便和魯國交換領土 （該協議於前711年落實），但同年又與齊國一同入朝。
前706年，周桓王收回鄭莊公在周朝的權力，鄭莊公不朝見周王，於是周王組織聯軍攻打鄭國，此役中周王被鄭將祝聃射箭中傷，周大敗。是為繻葛之戰。但因不希望奪取周天子的权位，鄭莊公與周朝不再有大規模的军事接觸。

## 去世與後續
鄭莊公於前701年去世，世子忽即位，是為鄭昭公。同年，宋莊公威脅祭足立公子突，結果鄭昭公流亡，公子突即位，是為鄭厲公。到了前697年，祭足又趕走鄭厲公而迎接鄭昭公回國。昭公復位兩年後被暗殺，子亹繼位，不足一年即被齊襄公擒殺。祭足再立子儀為鄭伯，在位14年。祭足死後兩年，鄭厲公回國復位，子儀被臣下所殺。鄭厲公死後由其子繼承君位，是為鄭文公。

## 鄭莊公年表
| 紀年(西元前)        | 年齡 | 事跡 |
| ------------------- | ---- | --- |
| 周平王14年(前757年) | 1歲  | 鄭莊公出生。 |
| 周平王15年(前756年) | 2歲  | |
| 周平王16年(前755年) | 3歲  | |
| 周平王17年(前754年) | 4歲  | 弟叔段出生。 |
| 周平王18年(前753年) | 5歲  | |
| 周平王19年(前752年) | 6歲  | |
| 周平王20年(前751年) | 7歲  | |
| 周平王21年(前750年) | 8歲  | |
| 周平王22年(前749年) | 9歲  | |
| 周平王23年(前748年) | 10歲 | |
| 周平王24年(前747年) | 11歲 | |
| 周平王25年(前746年) | 12歲 | |
| 周平王26年(前745年) | 13歲 | |
| 周平王27年(前744年) | 14歲 | 鄭武公去世，鄭莊公即位 |
| 周平王28年(前743年) | 15歲 | 封弟叔段於京。 |
| 周平王29年(前742年) | 16歲 | |
| 周平王30年(前741年) | 17歲 | |
| 周平王31年(前740年) | 18歲 | |
| 周平王32年(前739年) | 19歲 | |
| 周平王33年(前738年) | 20歲 | |
| 周平王34年(前737年) | 21歲 | |
| 周平王35年(前736年) | 22歲 | |
| 周平王36年(前735年) | 23歲 | |
| 周平王37年(前734年) | 24歲 | |
| 周平王38年(前733年) | 25歲 | |
| 周平王39年(前732年) | 26歲 | |
| 周平王40年(前731年) | 27歲 | |
| 周平王41年(前730年) | 28歲 | |
| 周平王42年(前729年) | 29歲 | |
| 周平王43年(前728年) | 30歲 | |
| 周平王44年(前727年) | 31歲 | |
| 周平王45年(前726年) | 32歲 | |
| 周平王46年(前725年) | 33歲 | |
| 周平王47年(前724年) | 34歲 | |
| 周平王48年(前723年) | 35歲 | |
| 周平王49年(前722年) | 36歲 | 共叔段作亂，武姜欲為內應。莊公命公子呂率領戰車200輛進攻京城，京城的人反對共叔段。共叔段逃到鄢地，莊公攻到鄢地，叔段逃奔到共國。莊公將武姜安置在城潁，並說：「不及黃泉，無相見也。」後在穎考叔的勸說下，掘地見母，母子和好如初。衛國佔領廩延。鄭國人率領王師、虢國軍隊進攻衛國，同時請邾國出兵，魯公子豫私自與鄭、邾結盟於翼地。          |
| 周平王50年(前721年) | 37歲 | 鄭國人討伐衛國，因為公孫滑的緣故。 |
| 周平王51年(前720年) | 38歲 | 周平王暗中將朝政托給虢公，鄭莊公怨恨平王。平王否認這回事，並且周鄭交質。等到平王駕崩，周王室想把政權交給虢公。鄭國派祭足先後割取了溫邑的麥子和成周的穀子，周鄭交惡。齊、鄭石門之盟。鄭莊公在濟水翻了車。 |
| 周桓王元年(前719年) | 39歲 | 陳蔡宋衛四國聯軍圍困鄭國都城東門，五天後撤走。陳蔡宋衛魯五國聯軍再攻鄭，打敗了鄭國的步兵，割取了穀子。 |
| 周桓王2年(前718年)  | 40歲 | 曲沃莊伯伐翼，鄭軍參戰。制北之戰，鄭國的祭足、原繁、泄駕進攻燕軍正面，子元曼伯從燕軍後面偷襲，在制北打敗燕軍。宋國掠取邾國的土地，邾國和鄭國人率領的王室軍隊一起攻入宋國都城的外城，以報復東門之役。宋國人圍長葛，以報鄭國攻入外城那一戰。                                                                                               |
| 周桓王3年(前717年)  | 40歲 | 鄭國人到魯國去要求歸好。鄭國入侵陳國，大獲全勝。宋軍佔領長葛。鄭莊公到成周朝見周桓王。 |
| 周桓王4年(前716年)  | 42歲 | 宋國和鄭國講和，在宿地結盟。鄭國和陳國講和。世子忽和陳桓公的女兒訂婚。 |
| 周桓王5年(前715年)  | 43歲 | 鄭莊公請求免除對泰山的祭祀而祭祀周公，用祊地更換魯國在許國的田地，鄭莊公派宛來送還祊地給魯國。鄭忽在陳國娶妻，先同寢後祭告祖廟，陳針子預言鄭忽不能長享國家。宋、齊、鄭、衛在瓦屋結盟，丟掉東門之役的舊怨。鄭莊公帶著齊國人朝見周桓王。                                                                                                   |
| 周桓王6年(前714年)  | 44歲 | 宋殤公不朝見周王，鄭莊公用天子的名義討伐宋國。北戎入侵鄭國，鄭莊公聽從了公子突的建議，大敗戎軍。 |
| 周桓王7年(前713年)  | 45歲 | 齊、魯、鄭會於中丘，在鄧地結盟，決定了出兵日期。魯國的羽父匯合鄭軍、齊軍伐宋。齊、魯、鄭會於老桃。魯軍在菅地打敗宋軍。鄭軍先後佔有了郜、防，都送于魯國。宋、衛、蔡三國軍隊攻入戴地。由於三國軍隊不能通力合作，被鄭莊公擊敗，俘虜了三國軍隊，鄭莊公再次攻入宋國。齊軍、鄭軍 攻入郕國，討伐郕國違背王命。                                  |
| 周桓王8年(前712年)  | 46歲 | 鄭、魯郲之會，策劃攻打許國。穎考叔和子都爭奪兵車，二人結下仇怨。攻許之時，子都暗箭傷人，射死了穎考叔。鄭國佔領許國，齊僖公將許國讓給魯國，魯隱公又送給鄭莊公。鄭莊公把許叔安置在許國東部邊境，把公孫獲安排在西部邊境，鄭莊公讓士卒詛咒射死穎考叔的兇手。周鄭換地。鄭國和息國在言論上有衝突，息侯進攻鄭國，大敗而回。鄭伯以虢師大敗宋師。 |
| 周桓王9年(前711年)  | 47歲 | 鄭莊公以璧玉來做許田的交易。鄭、魯越之會。鄭莊公到魯國拜盟。 |
| 周桓王10年(前710年) | 48歲 | 宋華父督弑殺宋殤公，齊、陳、鄭、魯稷之會，商議平定宋國的內亂。蔡、鄭鄧之會，開始畏懼楚國。 |
| 周桓王11年(前709年) | 49歲 | |
| 周桓王12年(前708年) | 50歲 | |
| 周桓王13年(前707年) | 51歲 | 齊僖公、鄭莊公去紀國訪問，想要乘機侵襲紀國，紀國人發覺了。周桓王奪去了鄭莊公的政權，鄭莊公不朝見。周桓王率領陳、蔡、衛三國軍隊與鄭軍戰于繻葛，聯軍大敗，周桓王被祝聃射中肩膀。夜間，鄭莊公派祭足問候周王。 |
| 周桓王14年(前706年) | 52歲 | 北戎進攻齊國，鄭國太子忽援助齊國，打敗戎軍。齊國為諸侯送食物，讓魯國排次序，把鄭國排在後面，世子忽大怒。齊僖公曾想把文姜嫁給世子忽，世子忽以齊大非偶拒絕了，這次戰役過後，齊僖公想把別的女子嫁給他，被他拒絕。 |
| 周桓王15年(前705年) | 53歲 | 盟邑、向邑向鄭國求和，不久又背叛鄭國。齊、衛、鄭攻打盟、向，周桓王把盟、向的百姓遷到郟地。 |
| 周桓王16年(前704年) | 54歲 | |
| 周桓王17年(前703年) | 55歲 | |
| 周桓王18年(前702年) | 56歲 | 齊、鄭、衛與魯軍在郎地作戰。 |
| 周桓王19年(前701年) | 57歲 | 齊、衛、鄭、宋在惡曹會盟。鄭莊公去世。 |

## 影视形象
- 1996年上映的电视剧《東周列國·春秋篇》中，鄭莊公由唐國強飾演。